# Calephelis donahuei
Calephelis donahuei är en fjärilsart som beskrevs av Mcalpine 1971. Calephelis donahuei ingår i släktet Calephelis och familjen Riodinidae. Inga underarter finns listade i Catalogue of Life.